# Veraneantes
Veraneantes es una serie de televisión, estrenada por Televisión española, el 7 de enero de 1985.

## Argumento
Basada en textos de Maksim Gorki, Anton Chejov y Aleksandr Ostrovski, el guion adapta la ambientación a la España de finales del siglo XIX y primer tercio del siglo XX. Recrea el ambiente estival de tres años clave en la historia de España, coincidiendo con el final de otras tantas guerras que sacudieron el país: 1898 (Guerra hispano-estadounidense), 1921 (Desastre de Annual) y 1939 (Guerra Civil Española).

## Listado de capítulos
- La tormenta, primera parte
- La tormenta, segunda parte
- La tormenta, tercera parte
- El bosque, primera parte
- El bosque, segunda parte
- El crepúsculo, primera parte
- El crepúsculo, segunda parte
- El crepúsculo, tercera parte

## Reparto
- Amelia de la Torre
- Ana María Ventura
- Ana María Vidal
- Andrés Mejuto
- Carmen Bernardos
- Diana Peñalver
- Elisa Ramírez
- Fernando Cebrián
- Inma de Santis
- José Caride
- Manuel Zarzo
- María Luisa San José
- María Silva
- Miguel Ayones
- Nuria Carresi
- Paloma Pagés
- Pep Munné
- Pepe Martín
- Tote García Ortega
- Víctor Valverde
- Yolanda Farr